# Понкарале
Понкара̀ле (на италиански: Poncarale, на източноломбардски: Poncaràl, Понкарал) е градче и община в Северна Италия, провинция Бреша, регион Ломбардия. Разположено е на 100 m надморска височина. Населението на общината е 5330 души (към 2013 г.).